# Romain-Octave Pelletier junior
Pour les articles homonymes, voir Romain-Octave Pelletier et Pelletier.
Romain-Octave Pelletier (parfois dénommé Peltier) né le 26 août 1904 à Saint-Lambert au Québec et mort le 11 janvier 1968, est un violoniste, critique musical et producteur de musique québécois.

## Biographie
Romain-Octave Pelletier est désigné sous la dénomination de « Pelletier II » ou « Pelletier junior » en raison de son grand-père, musicien également Romain-Octave Pelletier l'Ancien. Il est le fils du compositeur et critique musical Frédéric Pelletier et neveu des musiciens Romain Pelletier et Victor Pelletier.
Romain-Octave Pelletier apprit le violon avec Albert Chamberland.
Pelletier fit des études supérieures de droit pour devenir avocat à l'Université de Montréal où il a obtenu un baccalauréat ès arts en 1924 et un baccalauréat en droit en 1927. Alors qu'il était étudiant, il commença à travailler comme critique de musique en 1922 pour des publications comme Le Devoir et La Revue moderne. De 1928 à 1933 il a travaillé comme notaire à Montréal.
En 1933, il collabora pour Radio-canada en tant que critique et commentateur pour le Metropolitan Opera de New York ainsi que pour l'orchestre philharmonique de New York.
En 1939, il rejoint l'équipe de collaborateurs de la Société Radio-Canada où il sera programmateur d'émissions musicales et animateur notamment des Festivals du Mercredi.

## Référence
- L'encyclopédie canadienne